# Dillan Lauren
Dillan Lauren (Filadelfia, Pensilvania; 11 de agosto de 1982) es una actriz pornográfica retirada estadounidense.

## Biografía
Nació con el nombre de Angela Pinto en agosto de 1982 en la ciudad de Filadelfia, en la mancomunidad de Pensilvania, en una familia de ascendencia española e italiana. En su adolescencia fue cheerleader en el equipo del Instituto. A los 15 años se escapó de casa y a los 16 abandonó el colegio. Entre 1999 y 2001 se dispuso a recorrer el país.
Se trasladó a la ciudad de Las Vegas, donde comenzó a trabajar como bailarina erótica de estriptis en varios clubs y locales. Entró en la industria pornográfica en 2003, cerca de los 21 años, grabando sus primeras escenas y películas, como Anal Trainer 10 y Baker's Dozen.
Llegó a ser portada de la revista para adultos Hustler.
Apareció en un episodio del reality Family Business, de la cadena por cable Showtime, luchando con la también actriz porno Ava Vincent. En concreto, es el episodio en el que el primo Stevie quiere rodar una película exclusivamente con chicas.
En 2006 ganó el Premio AVN a la Mejor escena de sexo en grupo en película por Darkside, que compartió con Alicia Alighatti, Penny Flame, Hillary Scott, Randy Spears y John West.
En 2008 fue nominada en los mismos premios en la candidatura de Mejor escena de sexo oral en película por Flasher, que compartía junto a Luccia.
Algunos trabajos de su filmografía son Absolute Ass, Backsiders - The 3rd Input, Deep In Style o Girlvana.
Se retiró en 2012, habiendo aparecido en algo más de 210 películas, entre producciones originales y compilaciones.

## Premios y nominaciones
| Año  | Ceremonia   | Resultado | Premio                           | Trabajo         |
| ---- | ----------- | --------- | -------------------------------- | --------------- |
| 2006 | Premios AVN | Ganadora  | Mejor escena de sexo en grupo    | Darkside        |
| 2006 | Premios AVN | Nominada  | Mejor escena de sexo anal        | Raw Desire      |
| 2006 | Premios AVN | Nominada  | Mejor escena escandalosa de sexo | Vault of Whores |
| 2008 | Premios AVN | Nominada  | Mejor escena de sexo oral        | Flasher         |